# 宜得利

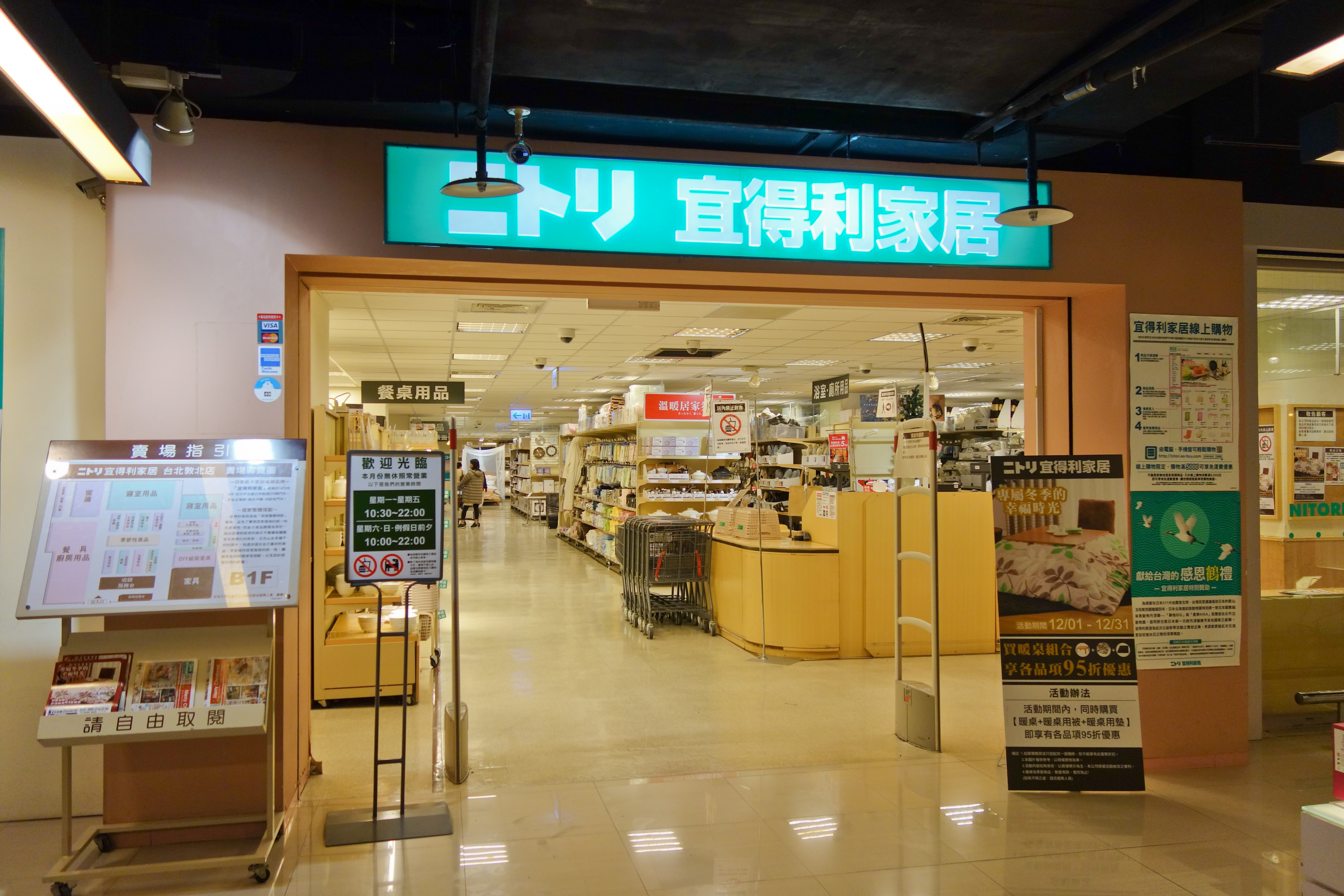
在台灣松山区敦化北路100號（台北王朝大酒店地下）的分店

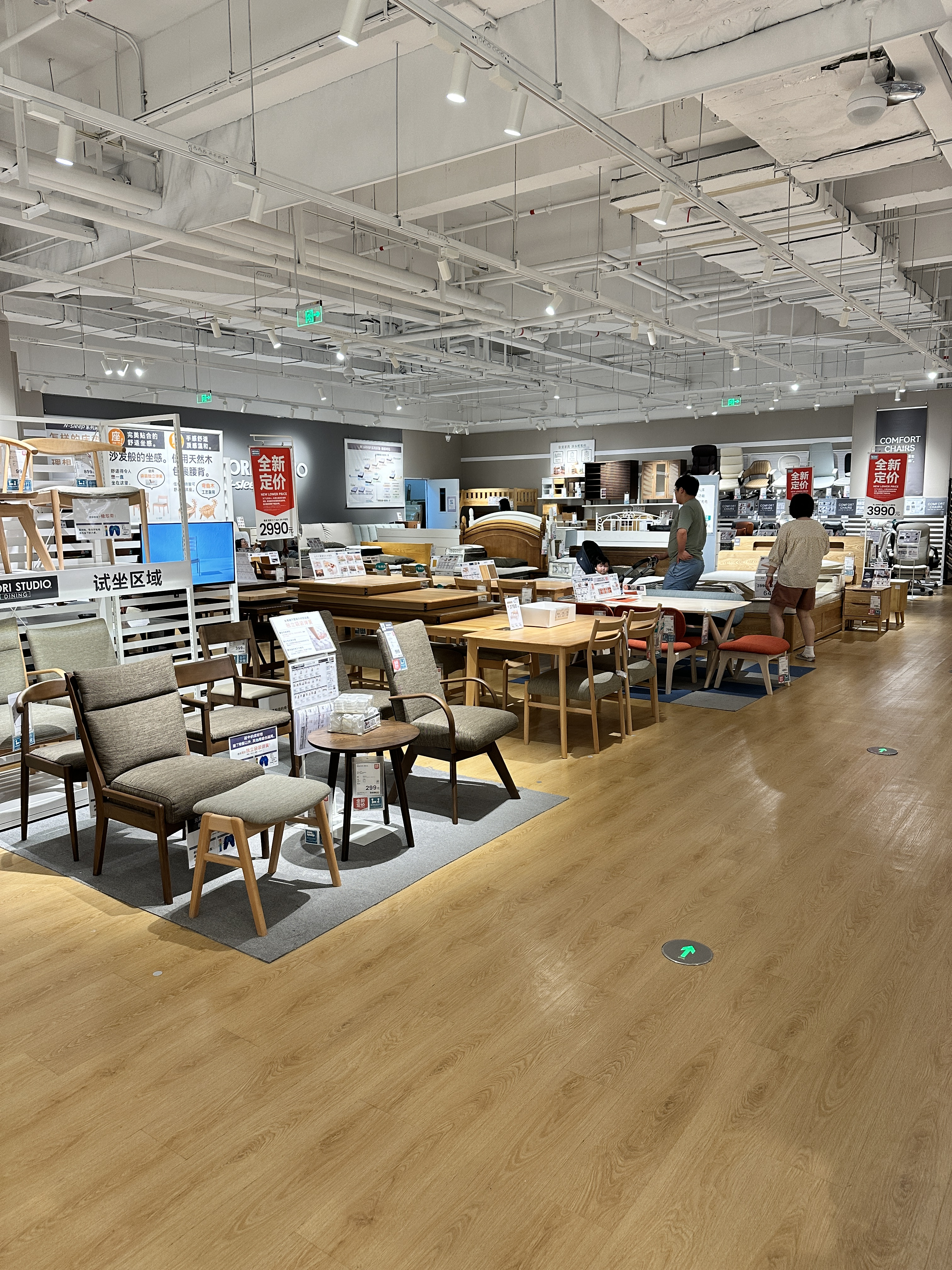
合肥包河万象汇分店内景

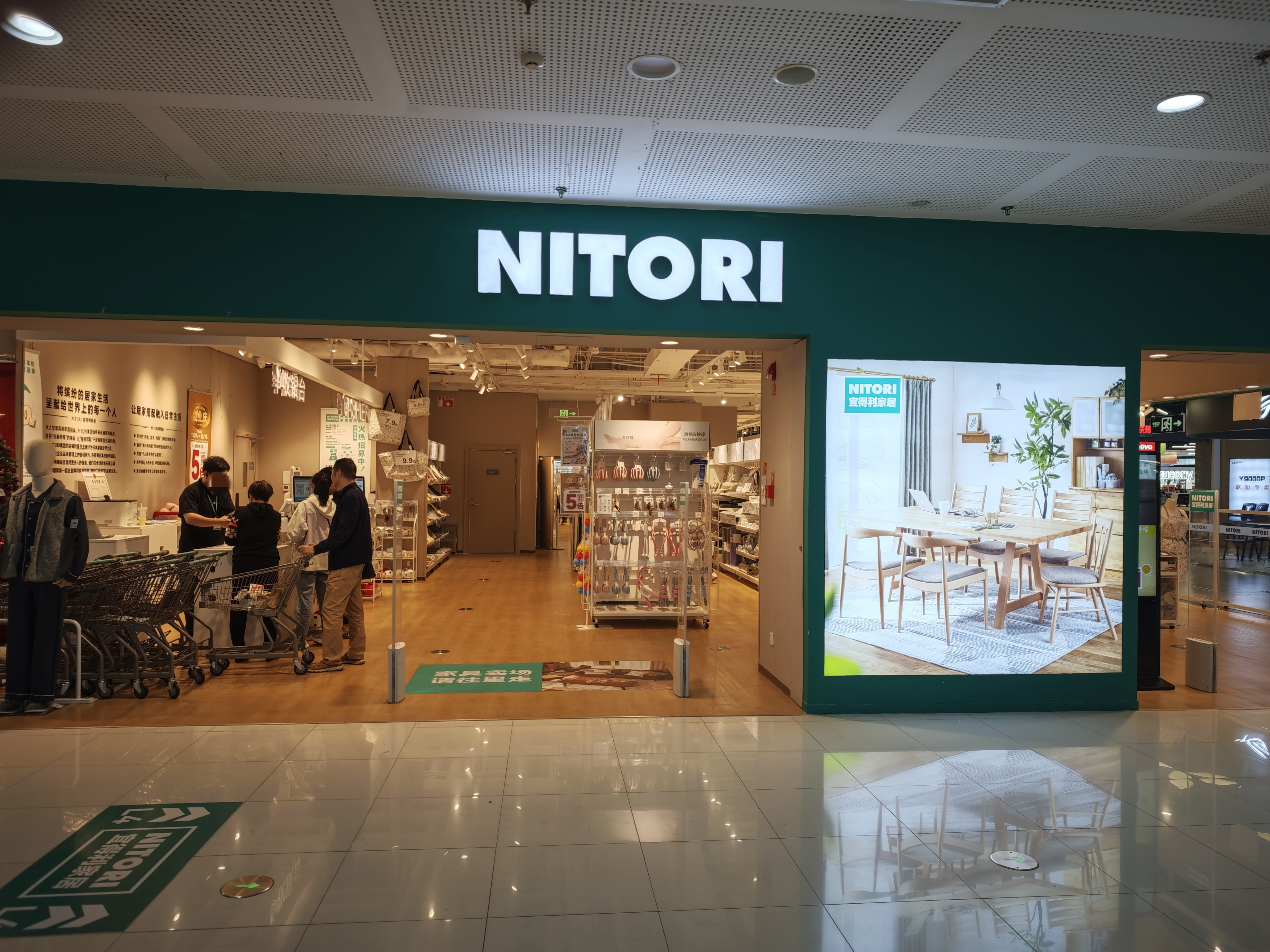
在厦门SM城市广场的分店

株式會社宜得利是日本的一間跨國大型家具公司，總部位於北海道札幌市，是株式會社宜得利控股（英語: Nitori Holdings Co., Ltd., TYO:9843）的子公司。

## 沿革
1967年，宜得利的前身「似鳥家具店」，由似鸟昭雄於北海道札幌市北區創業。
1972年，開設分店，成立株式會社。
1978年，公司名稱變更為「株式會社宜得利家具」，「宜得利」即為「似鳥」的音譯。
1986年，更名為「株式會社宜得利」。
1989年，在札幌證券交易所上市。
1993年，位於茨城縣常陸那珂市的勝田店開張，為北海道以外首間分店。
2006年，在東京都北區赤羽店設立營業據點。
2007年，进军台灣市场，首家店铺在高雄市前鎮區統一夢時代購物中心開張。
2010年，公司分割，原株式會社宜得利改組為控股公司宜得利控股，另行成立販賣部門「株式會社宜得利」與物流部門「HOME LOGISTICS」。
2013年，进军美国市场。
2014年，进军中国市场，首家店铺在湖北省武汉市群星城开張。
2022年，进军马来西亚市场，首家店铺在吉隆坡武吉免登武吉免登城中城开張。
2022年，进军新加披市场，首家店铺在乌节路开张。
2023年，进军香港市场，首家店铺在九龍灣MegaBox开张。
2024年，中国大陆第95家门店，合肥包河万象汇店开业。
2024年10月底，在樂富廣場開設香港2號店，在2025年會在灣仔合和中心二期開設3號店。

## 店舖資訊

### 日本國內
截至2016年11月，宜得利在全球有超過450家分店，並在日本47都道府縣與臺灣12縣市均設有店舖。
截止到2024年10月26日，在日本有門店822家。

### 日本國外
中国大陸95家。
臺灣
62家。
美國
1家。
馬來西亞
11家。
新加坡
2家。
香港
2家。

### 來源
1. ↑  . 香港經濟日報. 2023-05-19  [2023-05-19]. （原始内容存档于2023-05-20）.
2. ↑  . 日本似鸟股份有限公司. 2024-05-22  [2024-05-28]. （原始内容存档于2024-06-19）.
3. ↑  . NITORI.   [2016-11-20]. （原始内容存档于2016-11-18）.
4. ↑  . www.nitorichina.com.   [2023-04-08]. （原始内容存档于2023-06-04）.
5. ↑  . 宜得利家居.   [2016-11-20]. （原始内容存档于2016-11-27）.
6. ↑  . Nitori | Aki-Home.   [2023-04-08]. （原始内容存档于2023-05-17） （英语）.
7. ↑  . Nitori Retail Malaysia.   [2023-02-16]. （原始内容存档于2023-02-16）.
8. ↑  . NITORI Retail Singapore.   [2023-04-08]. （原始内容存档于2023-07-10） （英语）.

## 外部連結
- NITORI企業官方网站（页面存档备份，存于）（日語）（简体中文）（英文）
  - NITORI-Net（页面存档备份，存于）
  - 宜得利日本的Facebook專頁
  - 宜得利日本LINE（页面存档备份，存于）
  - 宜得利日本的Instagram帳戶
- 宜得利台灣企業官方网站（页面存档备份，存于）（繁體中文）
  - 宜得利台灣線上購物网（页面存档备份，存于）
  - 宜得利-台灣樂天市場（页面存档备份，存于）
  - 宜得利家居台灣的Facebook專頁
  - 宜得利家居台灣的Instagram帳戶
  - 台灣公司資料 （页面存档备份，存于）
- NITORI企业官方网站（页面存档备份，存于）（简体中文）
  - 宜得利中国線上購物网（页面存档备份，存于）
  - NITORI家具家居的新浪微博
- 宜得利馬來西亞企業官方網站 （页面存档备份，存于）（英文）
  - 宜得利家居馬來西亞的Facebook專頁
  - 宜得利家居馬來西亞的Instagram帳戶